# Торговый дом Бландовых
Торговый дом Бландовых — крупное молочное предприятие Российской империи, созданное братьями Владимиром и Николаем Бландовыми.
Первый почин в деле сыроварения в 1860-х гг. был сделан отставным морским офицером, братом знаменитого художника Н. В. Верещагиным, который в 1865 году вместе с женой отправился в Швейцарию для изучения производства сыра. Из поездки он вынес убеждение о необходимости организации производства на артельном начале. По возвращении на родину, на кредит полученный от Вольного экономического общества (капиталы Мордвинова и Яковлева), он попытался организовать производство сыроварения в Тверской губернии. Качество сыров из-за климатических особенностей местности оказалось весьма невысоким. В 1868 году к нему присоединились два сослуживца по флоту: В. И. Бландов и Г. А. Бирюлёв. Сам Верещагин отправился «в Англию учиться варке честера, г. Бландов — в Голландию знакомиться с приготовлением эдамского и лимбургского сыров и голштинского масла, г. Бирюлев — в Швецию для изучения нового способа отстаивания молока по системе Шварца». После возвращения из-за границы Бландова и Бирюлёва было решено организовывать крестьянское «артельное сыроделие» в Ярославской губернии, в Пошехонье, где крестьянами была «воспитана хорошая порода молочного скота». С этой целью они приехали в село Коприно и из жителей села отобрали работников, наиболее способным из которых впоследствии дали специальное образование: В. И. Смирнова, братьев Николая и Ивана Ф. Блажиных, А. П. Шатаева, В. П. Шатаеву, А. В. Чичкина. Производство голландского сыра началось здесь уже 17 марта 1870 года. В 1870 году были также открыты ещё несколько артелей: Палкинская (в Рыбинском уезде), Григорьевская и Ермаковская (в Пошехонском уезде), Хлестовская (в Любимском уезде). К 1873 году было открыто 14 артелей, но к концу 1870 гг. осталось только три артели в Рыбинском уезде: Копринская, Могилецкая и Арефинская, а также Казицынская и Ананьинская.
В 1872 году Владимир Иванович Бландов основал «Торговый дом В. Бландова». В 1875 году к его деятельности присоединился также уволившийся из военно-морского флота старший брат Николай Иванович.
В 1879 году братья Бландовы вошли в комиссию по проведению 2-й московской выставки молока и молочных произведений в Манеже. На международной выставке молочного хозяйства в Лондоне в 1880 году сваренный в Рыбинском уезде голландский сыр был удостоен трёх премий.
Братья Бландовы поселились в Москве, открыв на Тверской улице лавку по продаже сыров и молочных продуктов. Всероссийская художественно-промышленная выставка 1882 года, состоявшаяся в Москве, продемонстрировала успехи предприятия Бландовых.
Став купцами второй гильдии, они в феврале 1883 года создали первое торгово-промышленное товарищество «Братья В. и Н. Бландовы» (позже, после смерти в 1906 году В. И. Бландова — «Н. И. Бландов и Ко»); за достигнутое качество дела Бландовым было разрешено изображать государственный герб на продукции фирмы. Правление Товарищества помещалось в Лубянском проезде у Ильинских ворот в собственном доме В. И. Бландова на первом этаже (второй этаж был жилой). До учреждения Товарищества на паях, там помещалась контора братьев Бландовых. Особняк, выстроенный в 1896 году, имел громадные подвалы для хранения масла и сыра.
К 1890 году Бландовым принадлежали 25 сыроваренных заводов в шести губерниях. Только в Москве братья открыли 60 магазинов молочных продуктов (в Охотном ряду, на Лубянско-Ильинской, Тверской, Долгоруковской, Большой Лубянке, Большой Никитской и др. улицах). Молоко доставлялось по железной дороге из крестьянских артельных хозяйств в радиусе около 400 вёрст от Москвы. По России действовали 12 отделений фирмы. Было налажено изготовление малых маслодельных заводов и принадлежностей для молочного производства. Бландовы кредитами, специальной литературой и техническими рекомендациями поддерживали предприимчивых людей, способствуя развития молочной отрасли в России. Фирма Бландовых в 90-х годах называлась: «Торговый дом бр. В. и Н. Бландовых, склад артельных сыроварен».
В Москве на ул. Старая Божедомка Бландовы открыли фабрику принадлежностей для молочного хозяйства, где работали 118 человек. Выпускались маслобойки, оборудование для обработки масла, посуда стальная, луженная чистым оловом, а также прекрасный инвентарь для сыроварен. Фабрично-торговый отдел продавал также заграничные сепараторы различных систем.
Братья Бландовы постоянно расширяли своё дело по всей России. С развитием молочной промышленности и маслоделия в Сибири контора торгового дома в 1897 году была открыта в Кургане, а затем в Барнауле.
Братья Бландовы наладили сборку из импортного оборудования мини-маслодельных заводов, они кредитовали перспективных деловых людей для покупки технологий, оборудования и открытия собственных фирм. Всю технологическую и рекламную литературу, сметы, производственные рекомендации раздавали бесплатно. Наряду с этим Бландовы скупали масло у артельщиков и отлаживали его экспорт. В Курганском и Ишимском уездах Тобольской губернии Бландовы открыли восемь подобных заводов: в 1898 г. в Ильинской волости, который перерабатывал молока 5 тыс. пудов в год, в Уктузской волости (7 тыс. пудов), в 1896 г. в Белозерской (33 тыс. пудов) и Брылинской волостях, в 1896 г. в Иковской волости (20 тыс. пудов), в селе Бузан Иковской волости (13 тыс. пудов), в 1897 г. в Тебенякской волости (37 тыс. пудов), в Усть-Суерской волости (32 142 пуда). Управляющим этих заводов был Александр Петрович Шатаев.
Значительная часть продукции сибирских производителей направлялась на экспорт. Организованный, в том же 1897 году в Кургане, 1-й Тобольский отдел Императорского Московского общества сельского хозяйства, занимался обеспечением бесперебойной доставки скоропортящихся продуктов в порты Балтики. Рассчитывая на авторитет Н. В. Верещагина и В. И. Бландова, отдел частным образом просил их ходатайствовать перед Министерством путей сообщения об увеличении числа еженедельных «масляных» поездов. С целью совершенствовании железнодорожных и морских перевозок в 1899 году было утверждено «Соглашение о северном заморском международном сообщении» с участием железных дорог и пароходных обществ. На Съезде сельских хозяев и маслоделов В. И. Бландов, как бывший моряк, был включён в число уполномоченных представлять интересы поставщиков в государственных учреждениях.
Превосходное качество многих видов продукции сыроварен Бландовых было отмечено Гран-при Всемирной выставки в Париже в 1900 году. На Всероссийских выставках в Петербурге «парижское» соленое масло, произведенное в Сибири, было отмечено малой золотой медалью, а бронзовой — масло экспортное.
В 1903 году Бландов построил первый в России молочный завод, который располагался на Новослободской улице. Были ещё колбасная и макаронная фабрики, выпускавшие знаменитую «Московскую» колбасу и макароны «Знатные» — эта торговая марка сохранилась до сих пор. Их молочная «империя» раскинулась по всей европейской России, достигнув Сибири и Кавказа.
И. И. Мечников предложил Бландовым наладить выпуск особой простокваши с целебной микрофлорой. На предприятии Бландовых работала И. Т. Сахарова, которая по их заданию, посетив поместье богатого карачаевского узденя Бекмурзы Байчорова, привезла из Кисловодска кефирные грибки, и Бландовы первыми наладили производство кефира в Москве.
В начале XX века Бландовы обосновались в Кисловодске, где приобрели усадьбы с постройками на Базарной площади и вскоре возвели на них новые дома с магазинами. Они создали несколько небольших сыроварен и крупное хранилище сыров. В документах 1911 года братья Владимир и Николай Бландовы значатся среди домовладельцев, проживавших на Соборной площади и желавших подсоединиться к канализационному коллектору кисловодской группы.
К 1914 году, когда была приобретена Московская макаронная фабрика, управление делами в Торговом доме «Н. И. Бландов и Ко» фактически перешло к экономисту Н. Ф. Блажину.
К середине 1920-х годов основное молочное производство Бландовых на Новослободской улице в Москве было национализировано и переименовано в Московский соевый завод № 1, который выпускал соевое молоко (применялось для выработки сгущенного молока и какао), десертные соусы «Кабул» и «Восток», белковую халву и сырки, дезодорированную соевую муку. В апреле 1942 года это предприятие получило новое название — Московский завод пищевых концентратов и сои № 3, а с 1953 года завод стал именоваться Московским заводом пищевых концентратов № 3.